# Abraxas lacteasparsa
Abraxas lacteasparsa är en fjärilsart som beskrevs av Rayner 1907. Abraxas lacteasparsa ingår i släktet Abraxas och familjen mätare. Inga underarter finns listade i Catalogue of Life.